# (3948) Bohr
(3948) Bohr ist ein Asteroid des inneren Hauptgürtels, der am 15. September 1985 vom dänischen Astronomen Poul Jensen am Schmidt-Teleskop des Observatoriums Brorfelde (IAU-Code 054) in der Nähe von Holbæk entdeckt wurde. Unbestätigte Sichtungen des Asteroiden hatte es vorher schon mehrere gegeben: am 14. Oktober 1975 (1975 TG5), 6. November 1975 (1975 VH7) sowie 4. und 8. Juli 1978 (1978 NR1) am Krim-Observatorium in Nautschnyj und am 3. Mai 1981 (1981 JF) an der Anderson Mesa Station des Lowell-Observatoriums im Coconino County, Arizona.
Mittlere Sonnenentfernung (große Halbachse), Exzentrizität und Neigung der Bahnebene des Asteroiden ähneln grob den Bahndaten der Mitglieder der Flora-Familie, einer großen Gruppe von Asteroiden, die nach (8) Flora benannt ist. Asteroiden dieser Familie bewegen sich in einer Bahnresonanz von 4:9 mit dem Planeten Mars um die Sonne. Die Gruppe wird auch Ariadne-Familie genannt, nach dem Asteroiden (43) Ariadne.
Die Lichtkurve des Asteroiden wurde 2012 an mehreren Observatorien bestimmt. Zwischen dem 16. Juli und dem 3. September 2012 wurde von Larry Owings am Barnes Ridge Observatory in Colfax, Kalifornien mit 1256 Beobachtungen eine Rotationsperiode von 24,9053 Stunden (± 0,0006) errechnet. Zeitgleich und unabhängig davon wurde zwischen dem 15. Juli und dem 9. August 2012 die Lichtkurve von (3948) Bohr von Daniel Klinglesmith III., Ethan Risley, Janek Turk, Angelica Vargas und Curtis Warren vom Etscorn Campus Observatory in Socorro, New Mexico in Zusammenarbeit mit Andrea Ferrero vom Bigmuskie-Observatorium in Mombercelli, Italien nach 800 Beobachtungen mit 24,884 Stunden (± 0,002) berechnet.
Der mittlere Durchmesser von (3948) Bohr wurde mithilfe des Wide-Field Infrared Survey Explorers (WISE) mit 5,144 (±0,211) km berechnet, die Albedo mit 0,320 (±0,079). Nach der SMASS-Klassifikation (Small Main-Belt Asteroid Spectroscopic Survey) wurde bei einer spektroskopischen Untersuchung von Gianluca Masi, Sergio Foglia und Richard P. Binzel bei einer Unterteilung aller untersuchten Asteroiden in C-, S- und V-Typen (3948) Bohr den S-Asteroiden zugeordnet.
(3948) Bohr wurde am 13. November 1989 nach dem dänischen Physiker Niels Bohr (1885–1962) benannt, der 1922 den Nobelpreis für Physik für seine Verdienste um die Erforschung der Struktur der Atome (Bohrsches Atommodell) und der von ihnen ausgehenden Strahlung erhielt. Schon 1973 war ein Mondkrater am westlichen Rand der Mondvorderseite nach Niels Bohr benannt worden, der Mondkrater Bohr, und 1976 ein Tal in der Nähe des Kraters: Vallis Bohr.